# بورالدای
بورالدای (به لاتین: Boralday) یک زیستگاه انسانی در قزاقستان است که در شهرستان ایله، قزاقستان واقع شده‌است.

## خصوصیات
بورالدای  ۲۷٬۱۸۸ نفر جمعیت دارد.